# Eresia selene
Eresia selene är en fjärilsart som beskrevs av Johannes Karl Max Röber 1914. Eresia selene ingår i släktet Eresia och familjen praktfjärilar. Inga underarter finns listade i Catalogue of Life.